# Christopher Llewellyn Smith
Christopher Hubert Llewellyn Smith (né le 19 novembre 1942) est professeur émérite de physique à l'université d'Oxford,,,,.

## Éducation
Smith fait ses études à l'université d'Oxford (BA) et obtient son doctorat en physique théorique au New College d'Oxford en 1967.

## Carrière et recherche
Après son doctorat, il travaille à l'Institut de physique Lebedev à Moscou, au CERN puis au SLAC National Accelerator Laboratory avant de retourner à Oxford en 1974. Llewellyn Smith est élu membre de la Royal Society en 1984.
Alors qu'il est président d'Oxford Physics (1987-1992), il dirige la fusion de cinq départements différents en un seul département de physique. Smith est directeur général du CERN de 1994 à 1998,. Par la suite, il est prévôt et président du University College de Londres (1999–2002).
Llewellyn Smith reçoit la médaille et le prix James Clerk Maxwell en 1979, ainsi que la médaille et le prix Glazebrook de l'Institute of Physics en 1999, et il est fait chevalier en 2001. En 2004, il devient président du comité consultatif d'Euratom sur la fusion (CCE-FU). Jusqu'en 2009, il est directeur de la division UKAEA Culham, qui est responsable du programme de fusion du Royaume-Uni et de l'exploitation du Joint European Torus (JET). Il est membre du Conseil consultatif de la Campagne pour la science et l'ingénierie. En 2013, il rejoint le National Institute of Science Education and Research (NISER) de Bhubaneswar, en Inde, en tant que professeur émérite. En 2015, il reçoit la médaille royale de la Royal Society.